# Odyseja Hakima
Odyseja Hakima (fr.: L'Odysée d'Hakim) – francuska seria komiksowa autorstwa Fabiena Toulmé, wydana w trzech tomach w latach 2018–2020 przez wydawnictwo Delcourt. Po polsku ukazała się  nakładem wydawnictwa Non Stop Comics.

## Fabuła
Oparta na faktach seria opowiada o Hakimie Kabdim, sadowniku spod Damaszku, który w 2011 po wybuchu wojny domowej w Syrii ucieka z kraju przed represjami. Hakim trafia najpierw do Libii, gdzie pracuje dorywczo, a potem do Turcji, gdzie poznaje swoją przyszłą żonę Namjeh. Po urodzeniu ich syna Namjeh decyduje się osiąść z rodzicami we Francji. Hakim wraz z synkiem ma wkrótce do niej dołączyć. By to zrobić, w 2015 wyrusza nielegalnie na łodzi z innymi uchodźcami przez Morze Śródziemne do Grecji. W trakcie przeprawy jest uczestnikiem dramatycznych wydarzeń, a dotarcie do greckiego brzegu nie kończy jego kłopotów.

## Tomy
| Tom | Tytuł i rok wydania polskiego | Tytuł i rok wydania oryginalnego |
| --- | ----------------------------- | -------------------------------- |
| 1   | Z Syrii do Turcji (2019)      | De la Syrie à la Turquie (2018)  |
| 2   | Z Turcji do Grecji (2020)     | De la Turquie à la Grèce (2019)  |
| 3   | Z Grecji do Francji (2021)    | De la Grèce à la France (2020)   |

## Powstanie komiksu
Fabien Toulmé podjął temat współczesnego uchodźstwa pod wpływem doniesień o kryzysie migracyjnym w Europie, który rozpoczął się w 2015. W 2016 poznał we Francji Hakima Kabdiego i postanowił przedstawić jego historię w formie komiksu. Chciał pokazać, że migracja jest procesem bardziej złożonym niż tylko przekraczanie Morza Śródziemnego. Z kolei Kabdiemu, gdy zgodził się na współpracę z Toulmé'em, zależało, by dzięki komiksowi jego dzieci poznały historię swojej rodziny. Toulmé prowadził wywiady z Kabdim przez półtora roku i zarejestrował około 60 godzin rozmów.